# Casa del 5/7 del Carrer de Sant Jaume

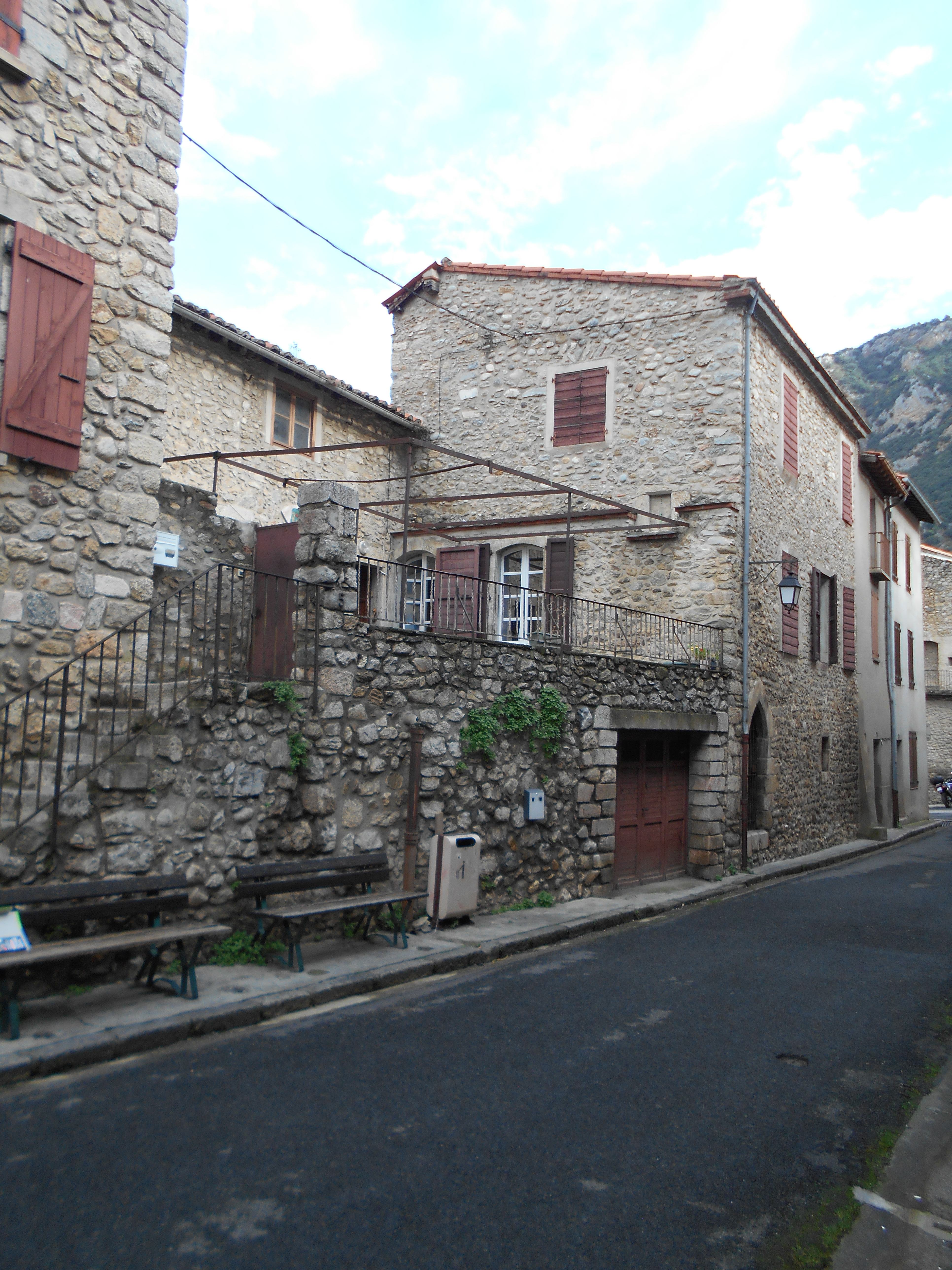
La casa, des del costat de ponent

La Casa del 5/7 del Carrer de Sant Jaume és un edifici de la vila de Vilafranca de Conflent, a la comarca d'aquest nom, de la Catalunya del Nord.

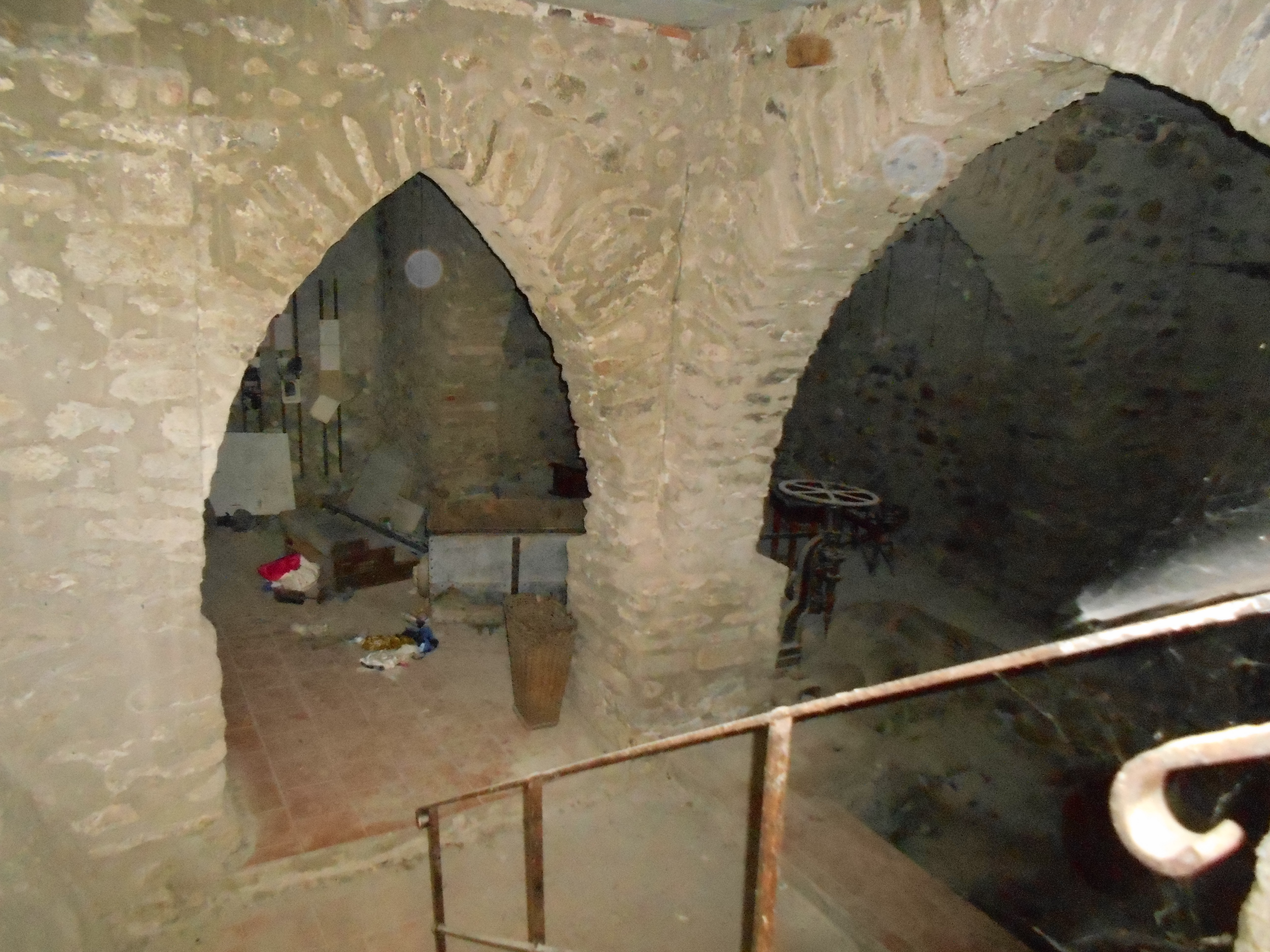
Interior de la casa

Està situada a l'espai entre els números 5 i 7 del carrer de Sant Jaume, en la parcel·la cadastral 133, en el sector meridional del centre de la vila. Actualment és la part de darrere de la casa del número 36 del carrer de Sant Joan, però antigament era una casa a part.
Fa 9,22 m d'ample, i és construïda amb filades regulars de pedres tallades. En el primer nivell hi ha una porta ogival d'un metre d'amplada, que dona pas a una ampla peça tancada per plafons, dividida en 4 trams per murs oberts per arcs ogivals que recauen damunt d'un pilar central; l'aparell és rústic.